# Carré antimagique
Un carré antimagique d'ordre n est un arrangement des nombres 1 à n2 dans un carré, de façon que la somme des nombres des n rangées, des n colonnes et des deux diagonales principales forment une suite de 2n + 2 entiers consécutifs. Le plus petit carré antimagique possible est d'ordre 4.
| 2  | 15 | 5  | 13 |
| 16 | 3  | 7  | 12 |
| 9  | 8  | 14 | 1  |
| 6  | 4  | 11 | 10 |

| 1  | 13 | 3  | 12 |
| 15 | 9  | 4  | 10 |
| 7  | 2  | 16 | 8  |
| 14 | 6  | 11 | 5  |

Dans chacun de ces carrés d'ordre 4, il y a 10 sommes qui vont de 29 à 38.
Les carrés antimagiques forment un ensemble d'hétérocarrés. Dans les carrés magiques, toutes les sommes sont identiques.